# Triarchy of the Lost Lovers
Triarchy of the Lost Lovers (рус. Триархия потерянных любовников) — третий студийный полноформатный альбом греческой метал-группы Rotting Christ, вышедший в 1996 году.

## Список композиций
1. «King of a Stellar War» — 6:18
2. «A Dynasty from the Ice» — 4:29
3. «Archon» — 4:11
4. «Snowing Still» — 5:42
5. «Shadows Follow» — 4:35
6. «One with the Forest» — 4:33
7. «Diastric Alchemy» — 4:58
8. «The Opposite Bank» — 5:54
9. «The First Field of the Battle» — 5:37
10. «Tormentor» (Kreator cover, digipak bonus)
11. «Flag of Hate / Pleasure to Kill» (Kreator cover, digipak bonus)